# Panagia

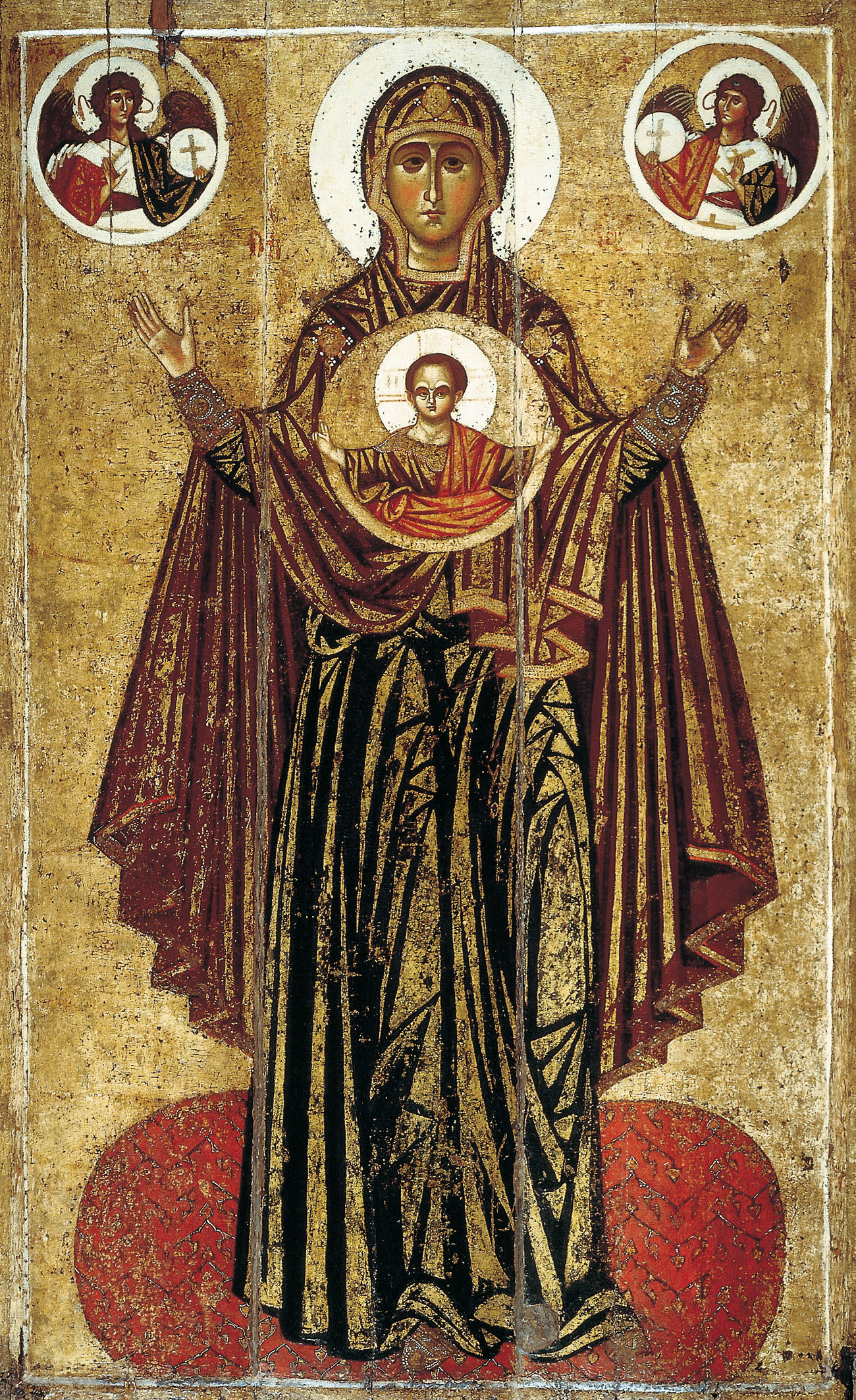
Ikona Panagia ze 13. století (Jaroslavl)

Panagia (řecky: Παναγία, fem. panágios, pan- + hágios, Všesvatá nebo Nejsvětější; vyslovovaná řecká výslovnost: [panaʝia], také přepisováno jako Panaghia nebo Panajia), ve středověké a moderní řečtině, je jeden z titulů Marie, Ježíšovy matky, užívaných zejména pravoslaví a ve východním katolicismu.
Většina řeckých kostelů zasvěcených Panně Marii se nazývá Panagia; standardní západní křesťanské označení Svatá Maria (nebo Panna Maria) se na křesťanském východě používá jen zřídka, protože Marie je považována za nejposvátnější ze všech stvořených bytostí, a proto má vyšší status než svatí.

## Užití církevními hierarchy

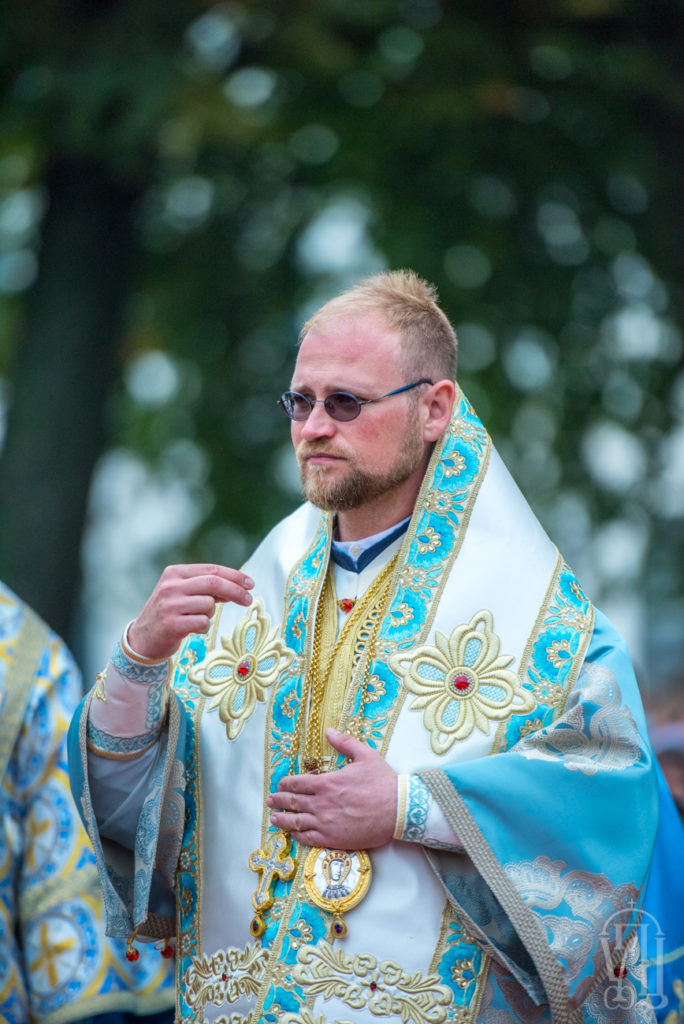
Arcibiskup Jiří s náprsním křížem a panagií

Panagia označuje také enkolpion s ikonou Bohorodice, kterou nosí pravoslavný biskup namísto náprsního kříže na klerice (rjase, sutaně). Mohou být velmi jednoduché (prosté zdobení) nebo vysoce propracované a zdobené v závislosti na osobním vkusu konkrétního biskupa.
Když je pravoslavný biskup oděn pro božskou liturgii nebo jinou bohoslužbu, nosí panagii a prsní kříž přes svá ostatní roucha. Primas autokefální církve, když je plně liturgicky oděn, nosí panagii, náprsní kříž a enkolpion s ikonou Ježíše Krista. Biskupové, když se nenachází ve své eparchii, obvykle nosí panagii samotnou přes kleriku; to je často detail, který pro náhodného pozorovatele odlišuje biskupa od kněze nebo mnicha. Panagia má obvykle oválný tvar a je korunována vyobrazením východní mitry. Někdy biskupové nosí panagii, která je buď čtvercová nebo ve tvaru byzantského dvouhlavého orla; toto poslední platí zvláště o řeckých biskupech.